# Mosquito

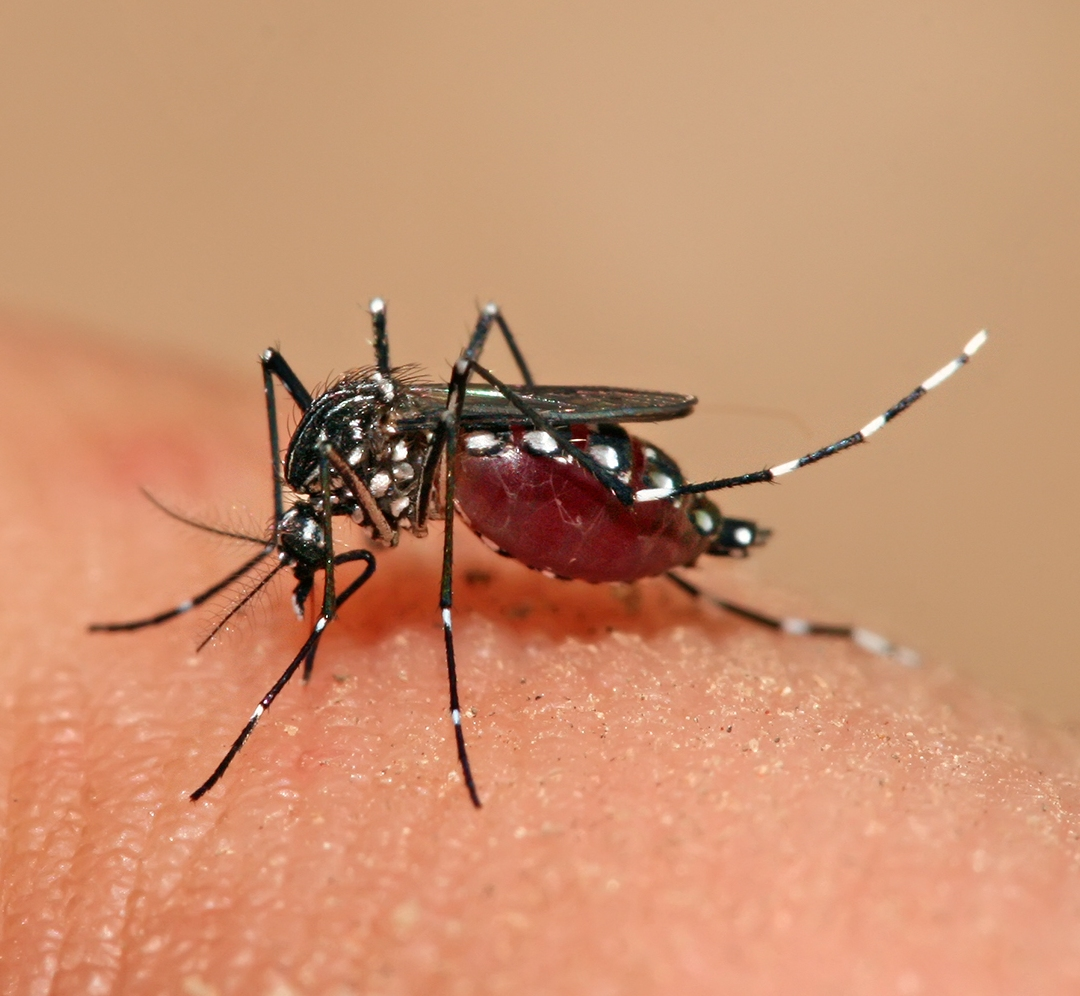
Aedes aegypti picando a un ser humano.

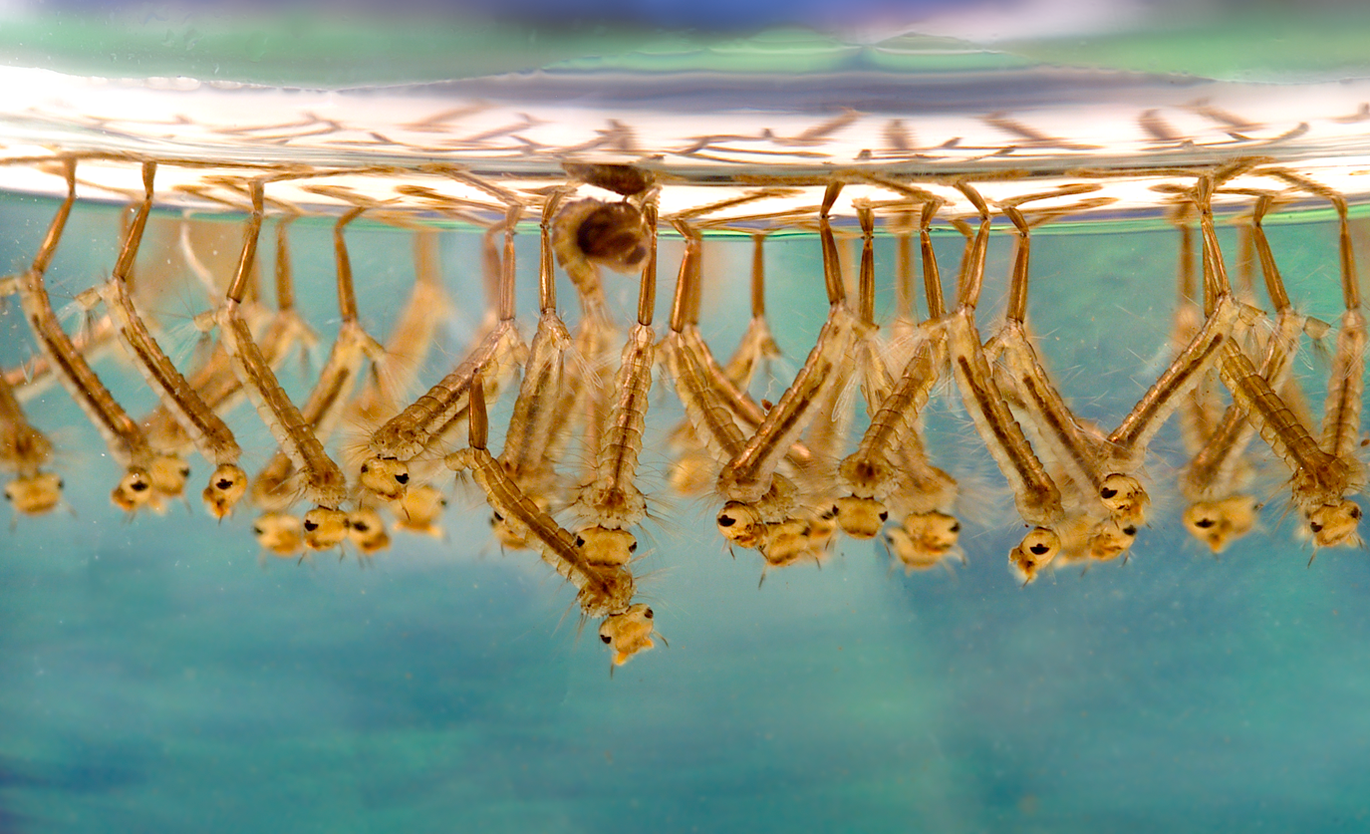
Larvas de mosquito del género Culex

El término genérico mosquito (también zancudo) se aplica para designar a los miembros de varias familias de insectos del orden de los dípteros y en particular del suborden de los nematóceros; en su uso más estricto, «mosquito» se refiere únicamente a los componentes de la familia de los culícidos. Como los otros insectos holometábolos, los mosquitos tienen cuatro etapas de desarrollo en su vida: huevo, larva, pupa y adulto. Necesitan el agua para completar sus ciclos de vida, porque las larvas son acuáticas.

## Taxones
Algunas de las principales familias de dípteros llamadas comúnmente mosquitos son:
- Culícidos (Culicidae): los verdaderos mosquitos. Las hembras son hematófagas (se alimentan de la sangre de otros animales), y por ello son frecuentes vectores de enfermedades infecciosas. Los machos no se alimentan de sangre y, excepcionalmente, las hembras del género Toxorhynchites tampoco ingieren sangre y sus larvas son predadoras de otras larvas de mosquitos.
- Psicódidos (Psychodidae), especialmente la subfamilia Phlebotominae, semejantes a los culícidos, pero más pequeños, cuyas hembras son también hematófagas y transmiten la leishmaniasis.
- Quironómidos (Chironomidae): se asemejan a los anteriores, pero no se alimentan de sangre.
- Tipúlidos (Tipulidae): conocidos como moscas grúa o mosquitos gigantes, pueden llegar a medir 7,5 cm de envergadura; tampoco son hematófagos.
- Varias familias del infraorden Bibionomorpha.

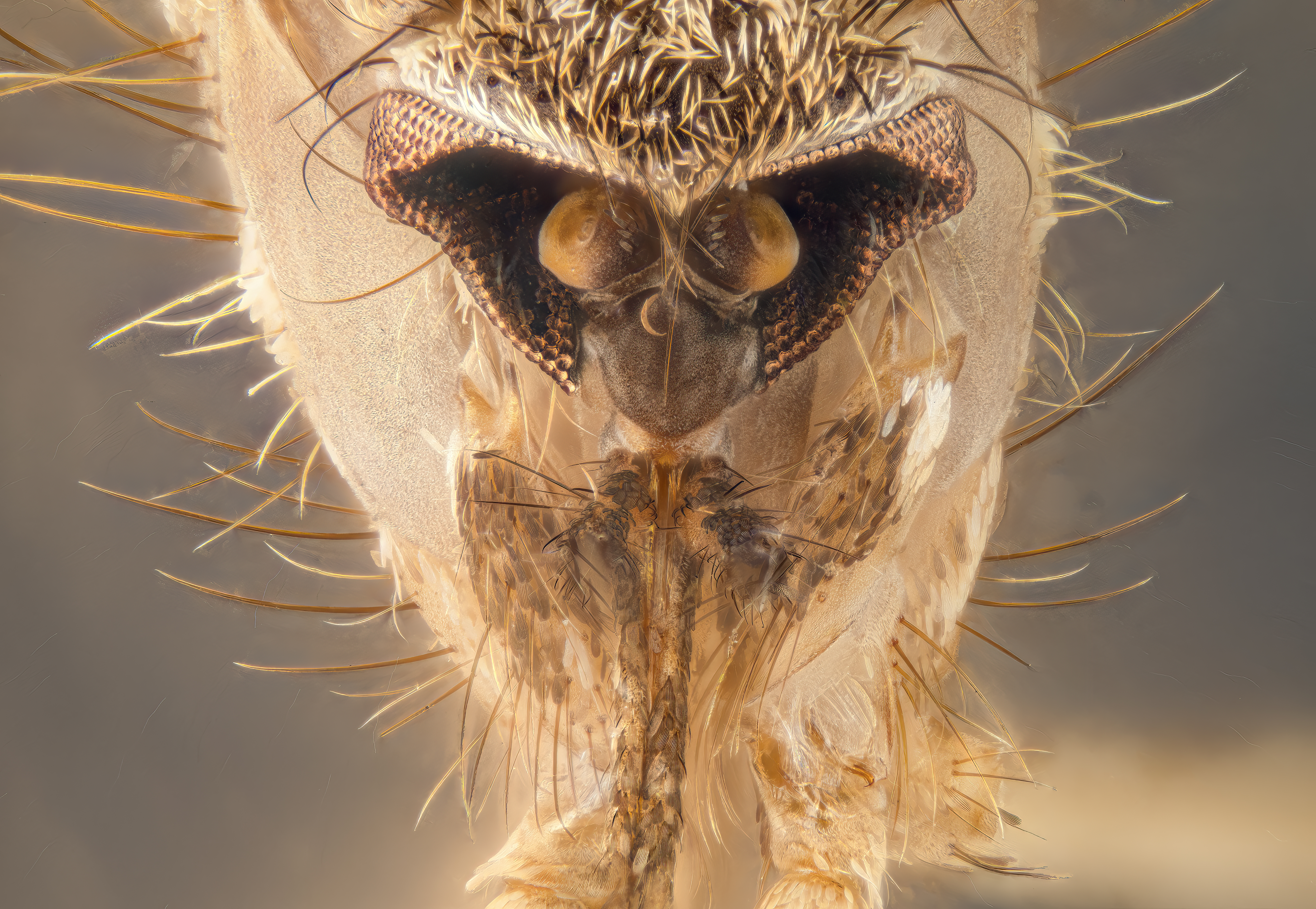
Mosquito, cabeza, detalles
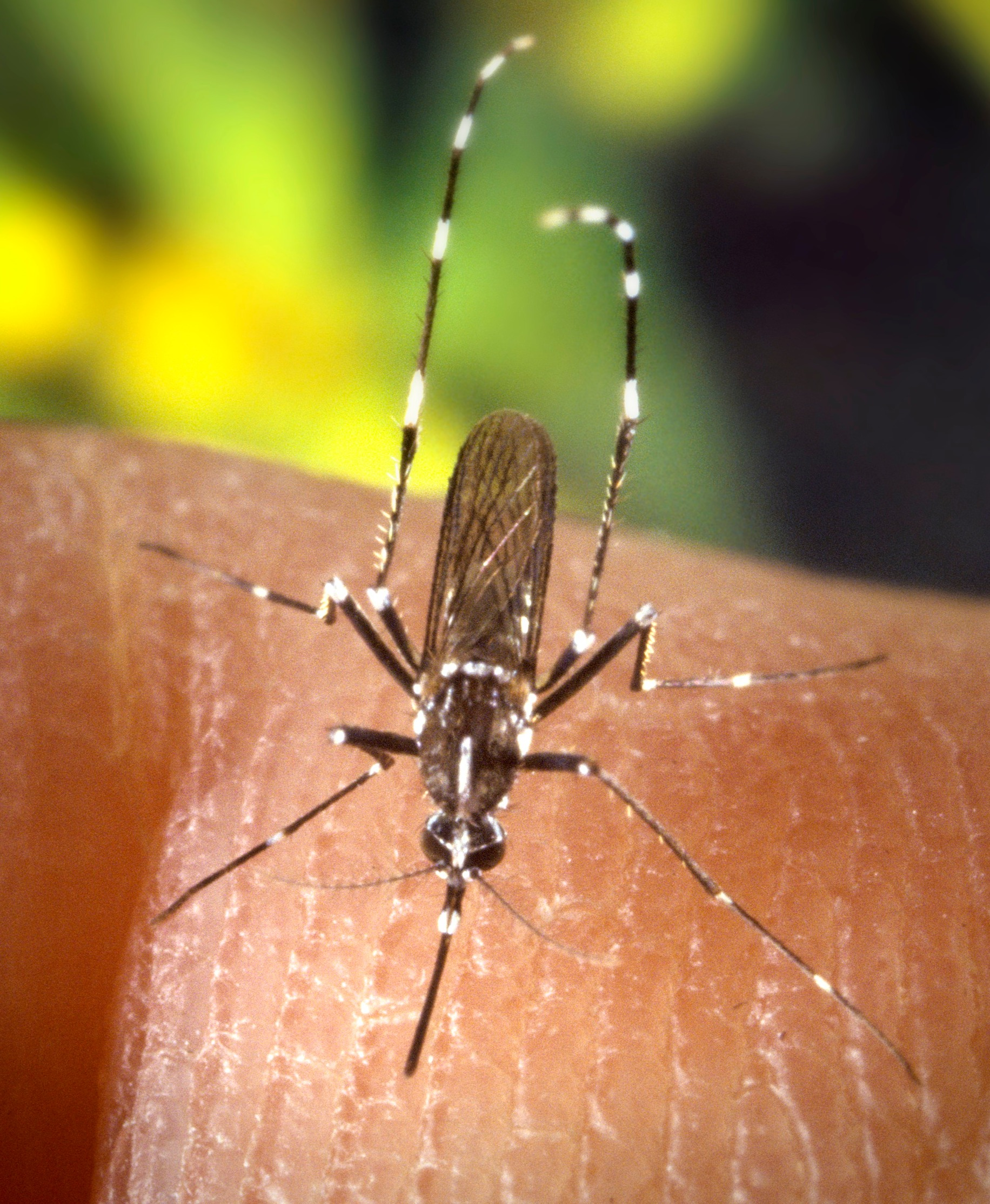
Aedes albopictus, el mosquito tigre, de la familia Culicidae
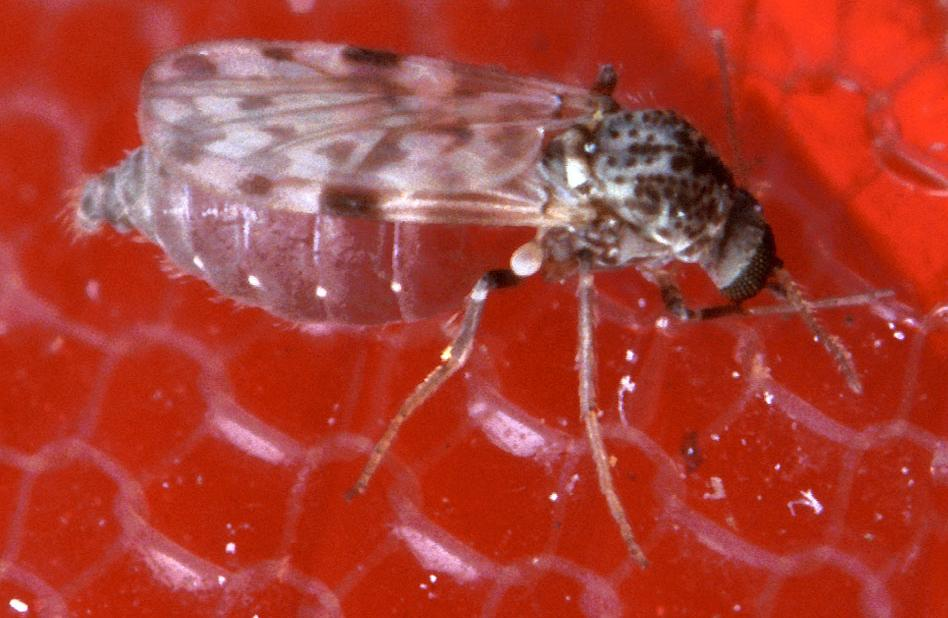
Culicoides sonorensis, un «mosquito» de la familia Ceratopogonidae
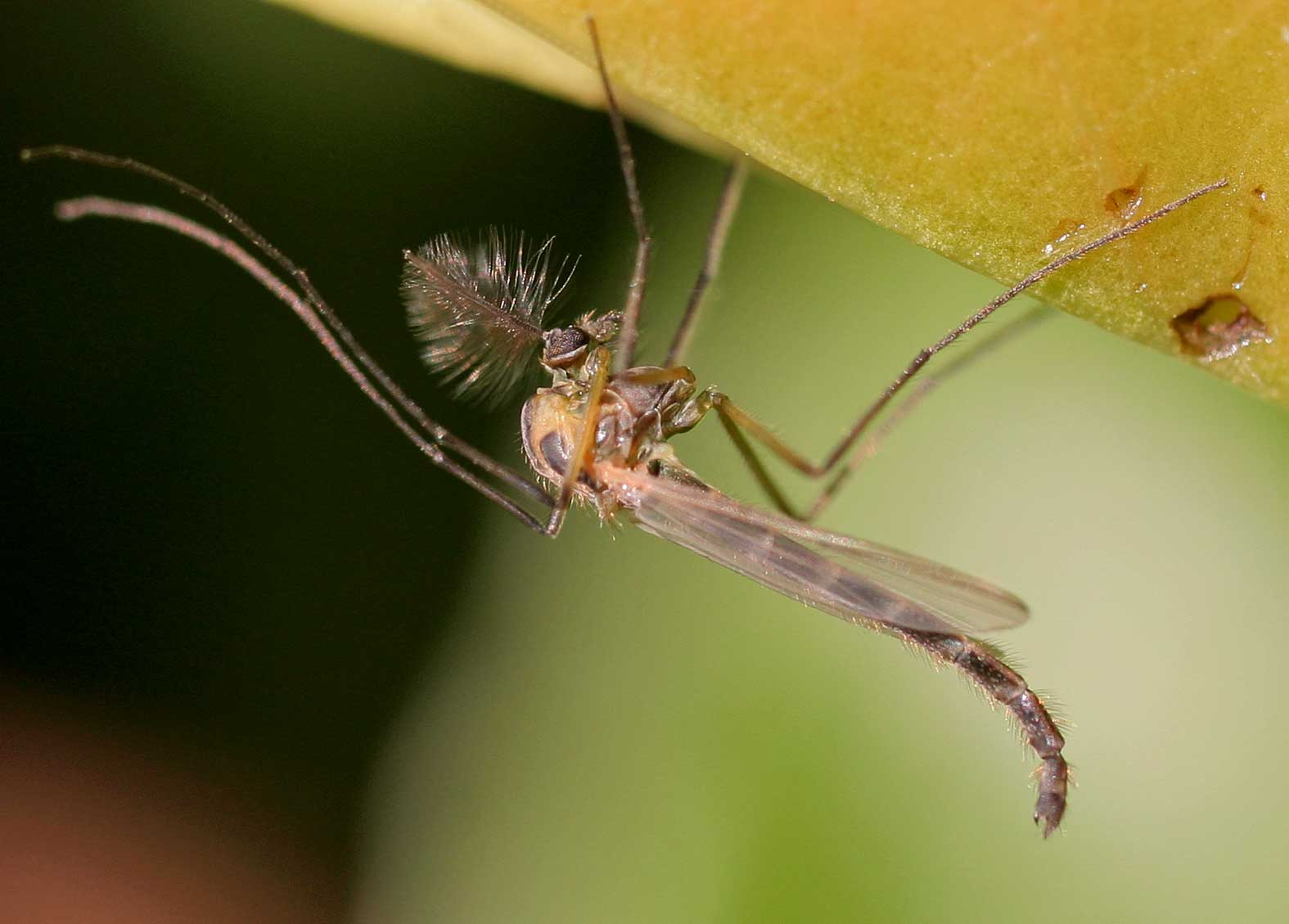
Chironomus plumosus, un «mosquito» de la familia Chironomidae
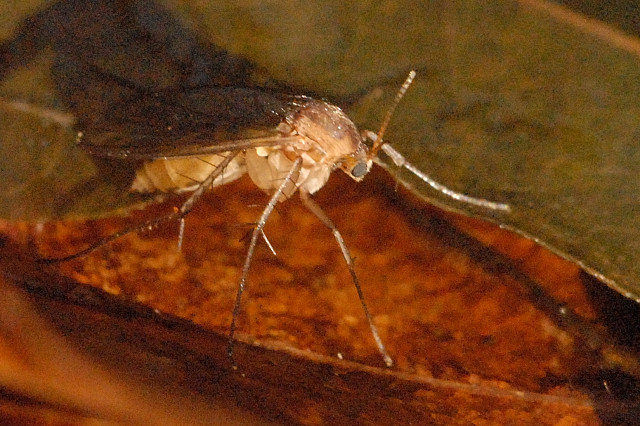
Mycetophila fungorum, un «mosquito» de la familia Mycetophilidae

## Antecedentes
El término mosquito es utilizado en la actualidad en casi todos los países del mundo. Su uso es tan generalizado que incluso las revistas especializadas en distintos aspectos de estos organismos llevan nombres como el de Mosquito News y Mosquito Systematics, se habla del "Simposio Internacional sobre Ecología de Mosquitos". La universalidad del nombre, seguramente de origen inmediato castellano o portugués, se debe, sin embargo, a la adopción que hicieran los autores ingleses y norteamericanos a comienzos del siglo XX. 

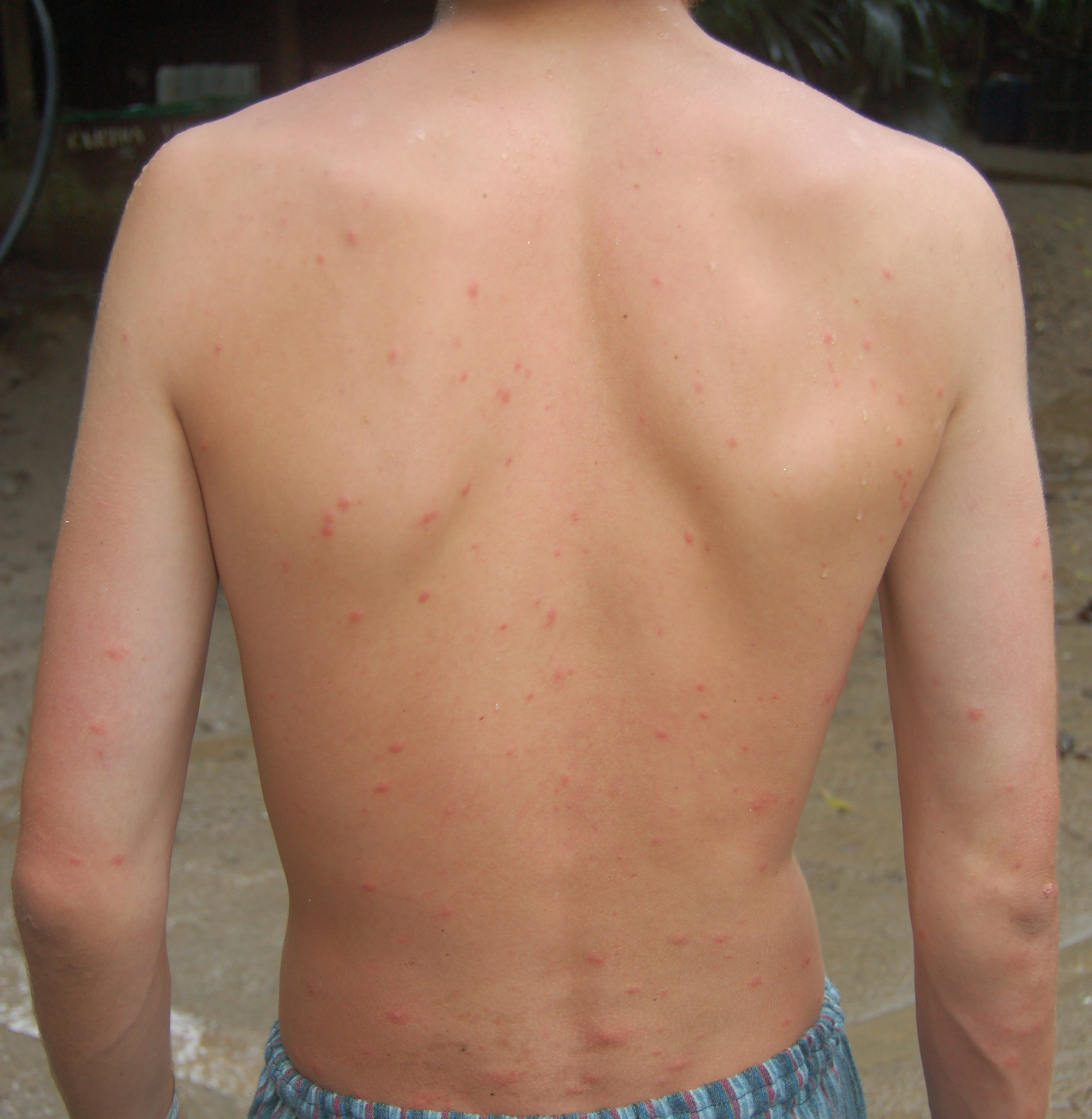
Picaduras de mosquito en la espalda.

Christophers y otros autores sugieren que el término mosquito fue introducido en el castellano hacia 1400 y que el mismo probablemente deriva del italiano moschetto, pequeña flecha lanzada desde una especie de ballesta. No obstante su origen está en el diminutivo de mosca, que proviene del latín musca. 

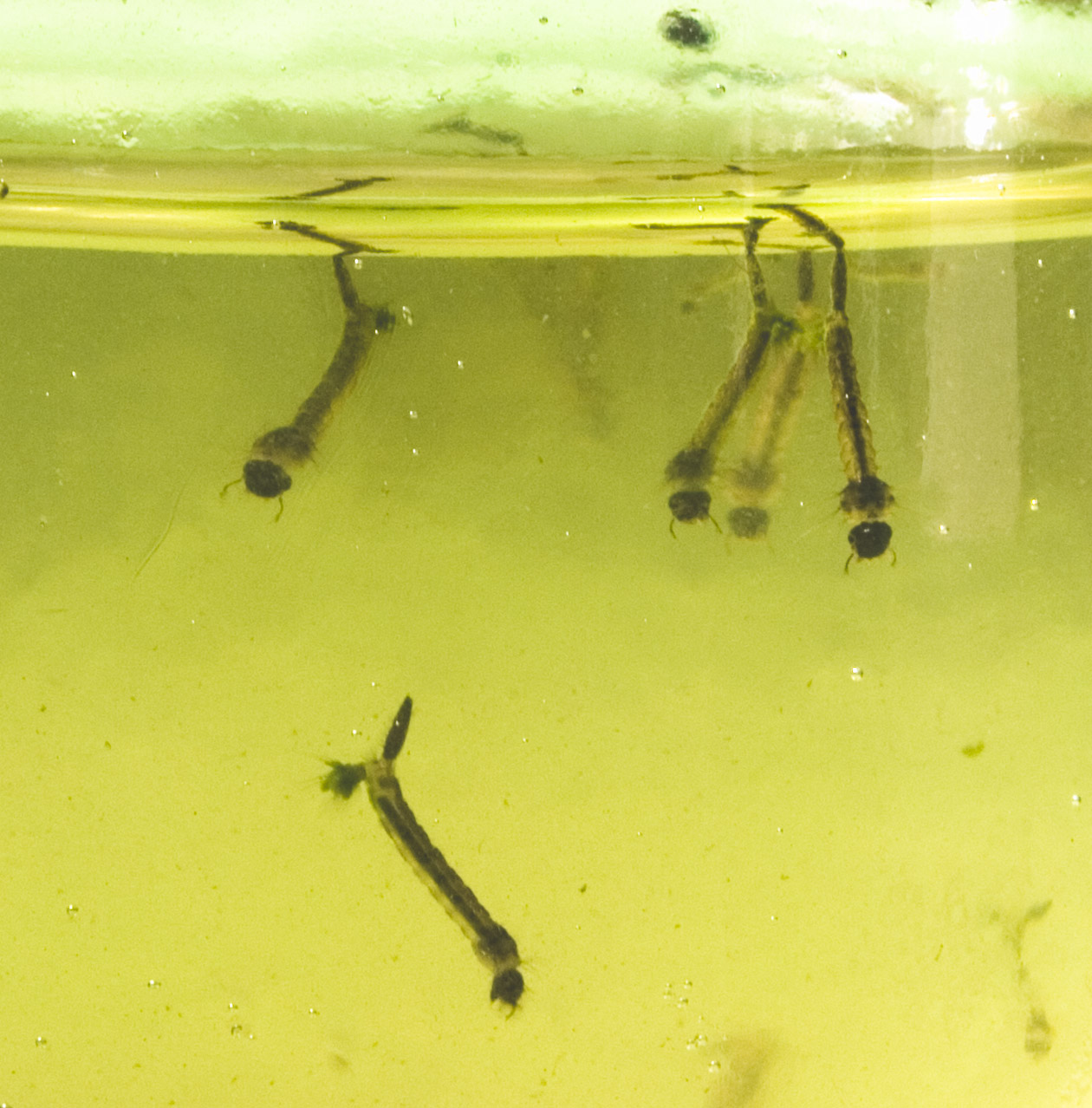
Larvas de mosquito en agua estancada.

En Perú, Colombia, Venezuela, Honduras y Chile, el término más utilizado es el de "zancudo" ; es probablemente más popular que el de mosquito y para muchas personas define mejor a este tipo de insectos. Su etimología, según Corominas, es muy antigua y sus raíces están en el persa antiguo "zanga" que significa pierna. Posteriormente se utiliza como zanca en latín para designar cierto tipo de calzado y luego derivarán muchos términos asociados al caminar en el agua o dar largos pasos (zancos, zancadas). El origen inmediato debe haber surgido por doble asociación con el utilizado para ciertas aves, las zancudas, y naturalmente en referencia a las largas patas y el contacto frecuente con el agua.
En cada idioma hay un término, más o menos específico para designarlos. Las referencias escritas más antiguas, aquellas en las cuales podemos nítidamente reconocer al actor, son probablemente las de Aristóteles. En filósofo y naturalista griego los cita tanto en su Historia animalium como en De generatione animalibus. En ambas obras se refiere a ellos con el nombre de empis y los incluye entre aquellos seres que tienen una fase de vida terrestre y otra acuática y que además se originan por generación espontánea de los líquidos putrefactos. Estas ideas primarían en Europa hasta tiempos recientes. 
Después de Aristóteles existen otros escritos interesantes como los de Plinio Secundus (23-79 d. C.) quien se asombra de la complejidad y buen funcionamiento de los órganos de una criatura tan minúscula. Sin embargo, como ocurre con la mayoría de los insectos, recién en los siglos XVII y XVIII surgen las primeras observaciones minuciosas sobre la biología y la anatomía de los mosquitos. Aldrovando (1602), Mouffet (1634), Hooke (1665) y muy particularmente Swammerdam (1669) son los primeros "mosquitólogos". Hooke, secretario de la Royal Society, ilustra por primera vez la larva en su famosa obra Micrographia y Swammerdam describe cuidadosamente cada una de los fases de su compleja metamorfosis.

## Mosquitos picadores

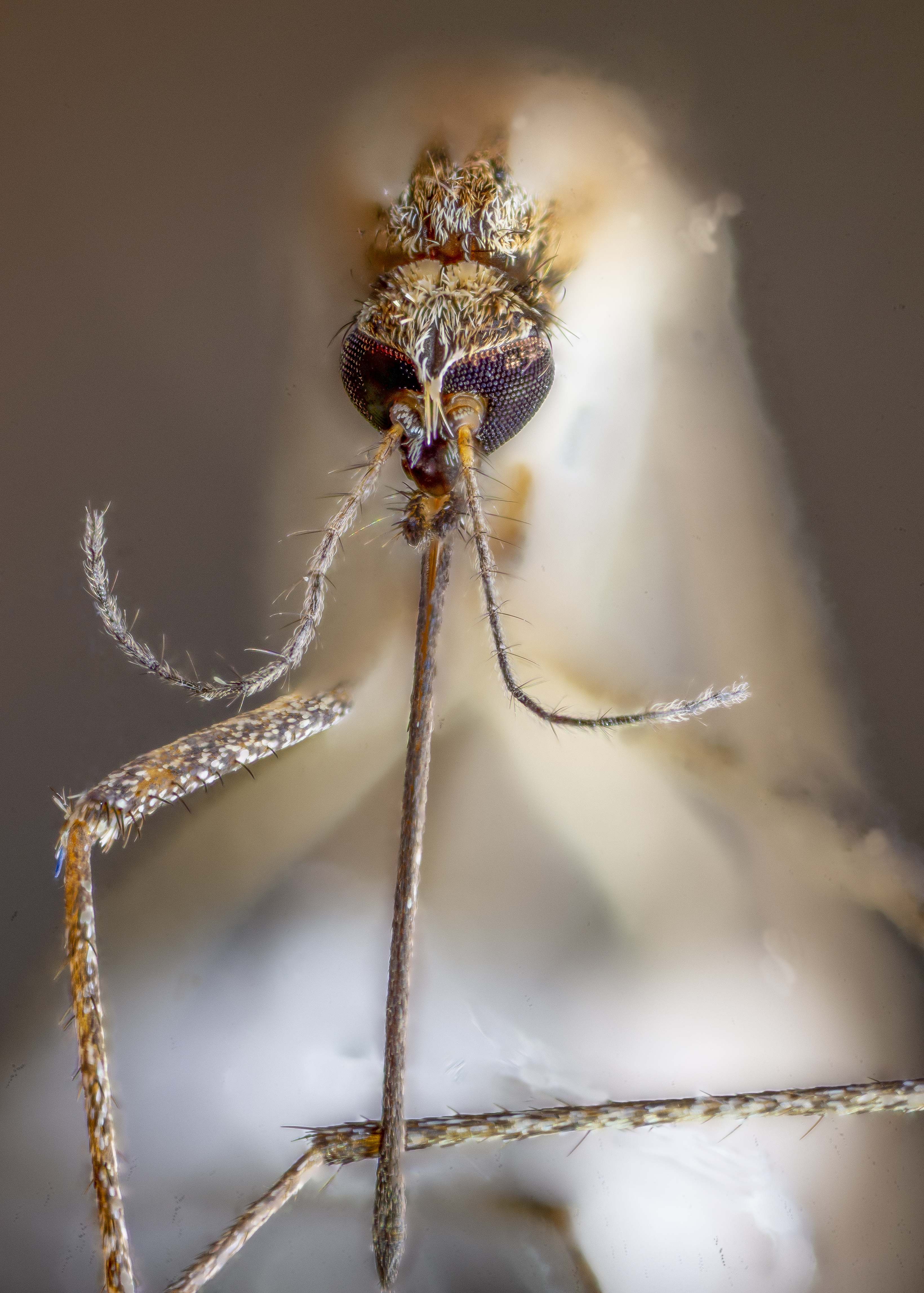
Se ve cabeza, ojos y trompa de una hembra.

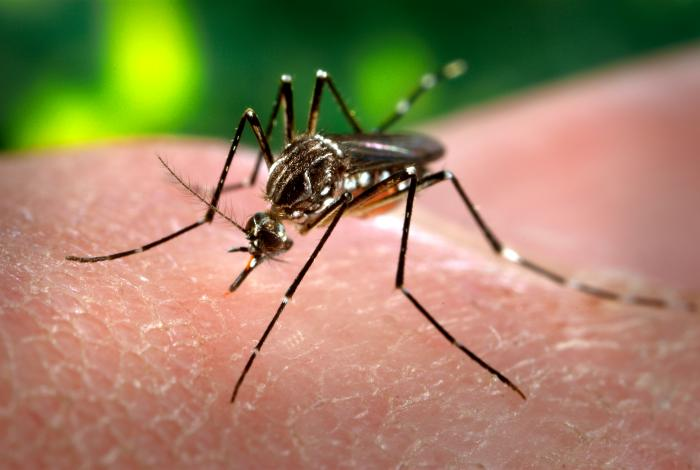
Aedes aegypti, perteneciente a la familia Culicidae, es el mosquito transmisor del dengue, la fiebre amarilla, chikunguña y el Zika.

Varias picaduras de mosquito en un pie tras una noche de exposición a estos.

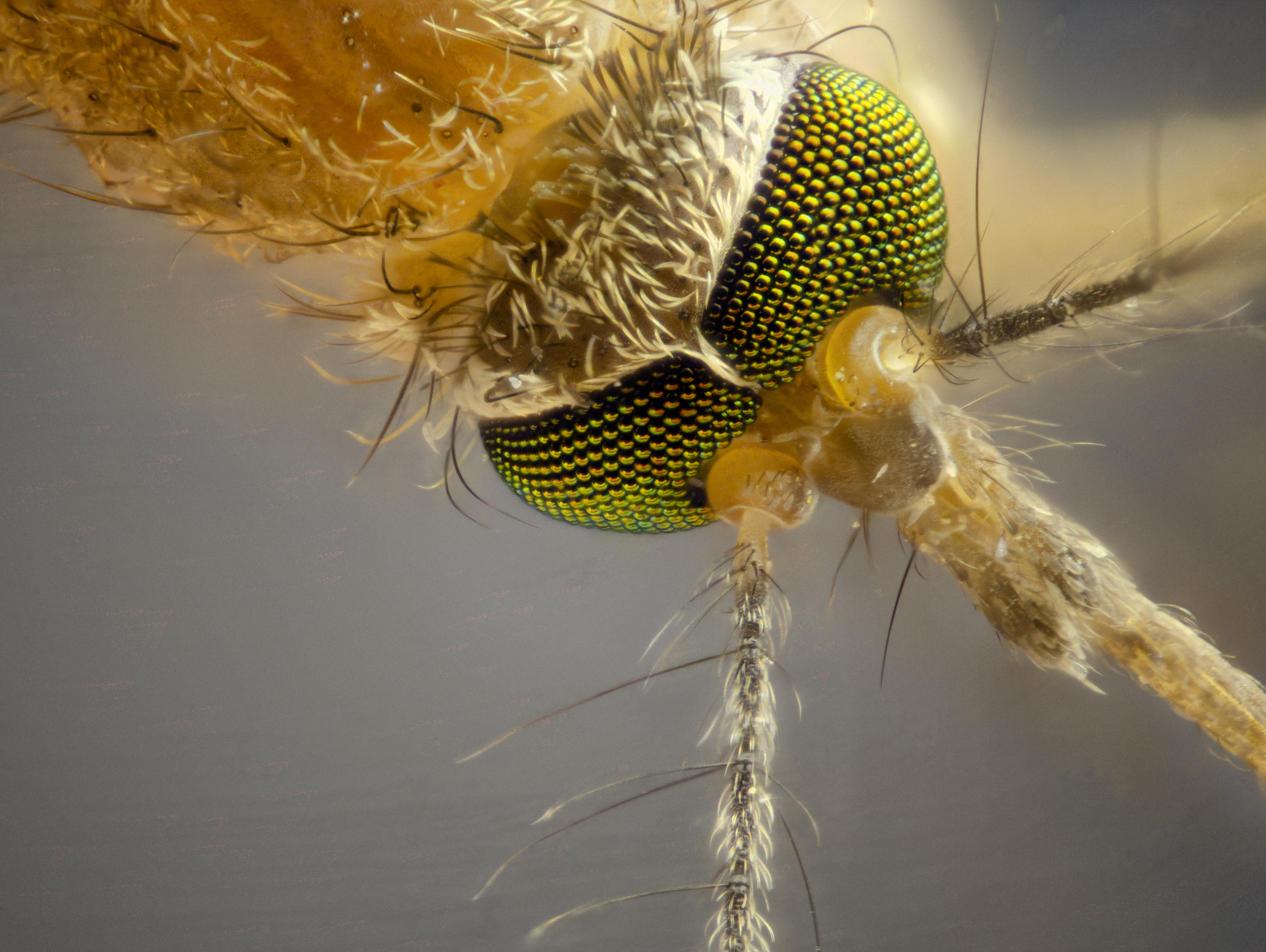
Mosquito hembra, ojos

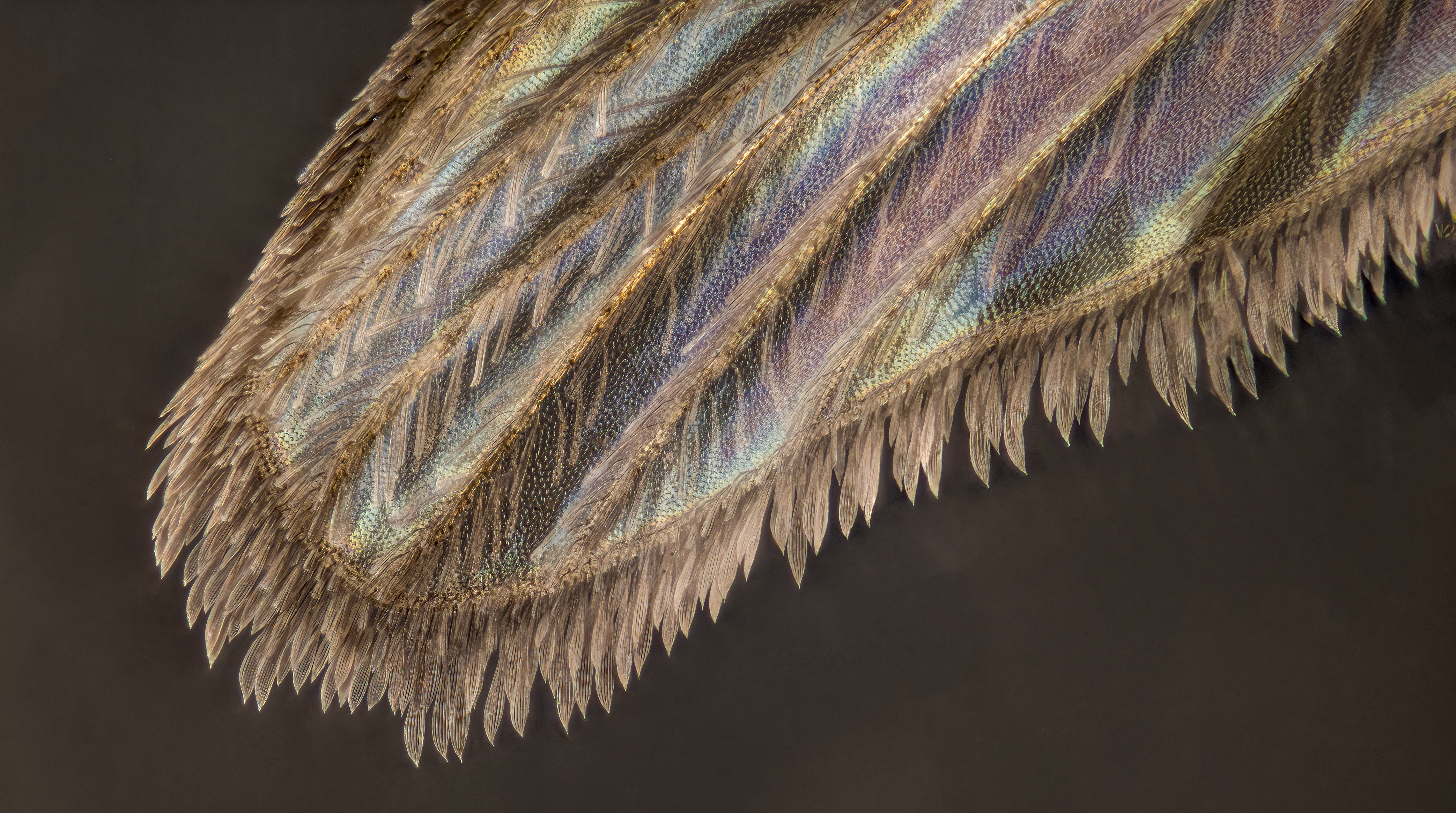
Detalle de ala de mosquito

En la mayoría de los culícidos hembra, las piezas bucales forman una larga probóscide preparada para perforar la piel de los mamíferos (o en algunos casos de aves, reptiles o anfibios) y succionar su sangre. Tras perforar al individuo los mosquitos pueden inyectar un anticoagulante y succionar la sangre. Las sustancias inyectadas pueden causar la habitual inflamación pruriginosa característica de su picadura. Las hembras requieren del aporte de proteínas en la sangre para poder iniciar el ciclo gonotrófico y poder hacer así una puesta de huevos. Cada puesta ha de ser precedida de la ingesta de sangre. Los órganos bucales de las hembras difieren de los de los machos en aquello que los habilita para succionar sangre. La picadura puede transmitir enfermedades infecciosas, entre ellas la malaria, el dengue y la fiebre del Nilo Occidental.
Las larvas de culícidos se encuentran en casi cualquier masa de agua que se encuentre estancada durante al menos una semana, desde el ecuador hasta casi el círculo polar ártico. Así podemos encontrar larvas en pantanos, marismas, canales, charcos, riberas de ríos, costas, agujeros de árboles, axilas foliares, interior de plantas carnívoras, bidones, cisternas y todo tipo de recipientes al aire libre. No es necesario que haya una gran cantidad de agua; en la mayoría de casos, una altura de 1 cm puede ser suficiente para completar su etapa larvaria.

## Repelentes de mosquitos
Existen numerosos repelentes químicos. Los que han demostrado su eficacia son los compuestos a base de DEET. Este compuesto es ampliamente recomendado en zonas de riesgo de transmisión de enfermedades por picadura de mosquito.
Se pueden encontrar además repelentes menos agresivos como los realizados a base de citronela, pero su eficacia no ha sido demostrada.
Existen también aparatos y programas de software que generan señales acústicas (ultrasonidos) y que se anuncian como eficaces repelentes de mosquitos. Sin embargo, su ineficacia ha sido demostrada en numerosos estudios.
En España, FACUA (Federación de Asociaciones de Consumidores y Usuarios de Andalucía) ha solicitado la retirada del mercado de estos aparatos, por publicidad engañosa.